# Championnes de France de natation en bassin de 50 m du 400 m × 3 nages

## Dames

### 400 mètres 3 nages dames
| Championnats | Championnats        | 400 mètres 3 nages dames | 400 mètres 3 nages dames | 400 mètres 3 nages dames | 400 mètres 3 nages dames | 400 mètres 3 nages dames |
| ------------ | ------------------- | ------------------------ | ------------------------ | ------------------------ | ------------------------ | ------------------------ |
| 1928         | Paris Les tourelles | Mouettes de Paris        |                          |                          |                          | 7 min 08 s 2 RF          |
| 1929         | Paris Les tourelles | Mouettes de Paris        |                          |                          |                          | 6 min 49 s 6 RF          |
| 1930         | Paris Les tourelles | Mouettes de Paris        |                          |                          |                          | 6 min 42 s 6 RF          |